# عريك شمالي
عريك شمالي (الاسم العلمي Anarhichas denticulatus)، نوع من العريك ينتمي إلى فصيلة أسماك الذئب. يوجد في بحار المحيط الأطلسي من شمال روسيا إلى الجرف الاسكوتلندي وحتى قبالة مقاطعة نوفا سكوتيا.